# Tatort: Ausgezählt
Ausgezählt ist ein Fernsehfilm aus der Krimireihe Tatort. Der 16. gemeinsame Fall des Schweizer Tatort-Teams aus Luzern wurde am 16. Juni 2019 im SRF 1 und im Ersten erstmals ausgestrahlt.

## Handlung
Eine Boxerin stirbt im Ring an einem Herzinfarkt. Ihre Gegnerin Martina Oberholzer beschließt daraufhin, sofort mit dem Dopen aufzuhören. Als eine Art „Lebensversicherung“ sammelt sie in einem Heft Informationen, u. a. die Adressen der Beteiligten. Um sie aus finanziellen Gründen zum Weitermachen mit dem Boxen und dem Doping zu zwingen, schließt ihr Manager, Sven Brügger, sie in einen Keller ein. Kurz darauf wird jedoch ausgerechnet Brügger erschossen, allem Anschein nach durch den Kripobeamten Heinz Oberholzer, den Patenonkel der entführten Boxerin.
Am Tatort finden die Ermittler Flückiger und Ritschard einen Laptop, der eine Videoverbindung zur gefangenen Boxerin hält. Sie könnte in ihrem Verlies verdursten, der Aufenthaltsort ist unbekannt und so beginnt ein Wettrennen der Ermittler gegen die Zeit.
Heinz Oberholzer lässt sich in die JVA verlegen, in der Pius Küng, der vermutete Drahtzieher der Entführung, einsitzt.
Bereits bewusstlos, wird Martina Oberholzer am Ende gefunden und gerettet.
Ferdi Oberholzer, ihr Vater, gesteht, dass er Brügger erschossen hat. Sein Bruder habe die Tat auf sich genommen, um im Gefängnis Küng den Aufenthaltsort der Boxerin zu entlocken.

## Hintergrund
Der Film wurde vom 16. April 2018 bis zum 17. Mai 2018 gedreht.

## Rezeption

### Kritiken
„Zum Auftakt dieses ‚Tatorts‘, der gleichermaßen aufklärend wie aufwühlend sein will, gibt es ein paar harte Treffer. Danach gerät die Handlung unter dem großen Anspruch ins Trudeln. […] Nun endet die Saison mit einer Schweizer Folge, die unmittelbar nach dem Boxerinnen-Clinch zu Beginn auf die Matte geht. Knockout vor der Sommerpause, bäm!“

„Gegen Ende ziehen die Luzerner noch mal richtig an – und rauben einem in „Ausgezählt“ mit einem echten Thriller den Atem.“

„Der Schweizer ‚Tatort: Ausgezählt‘ ist gnadenlos, aber nicht unbedingt ein guter Krimi. […] Für Nervenkitzel soll ein Countdown sorgen, den die Polizei über das Live-Bild geklebt hat. […] Aus dieser Konstellation Spannung zu erzeugen gelingt dem Film nicht.“

„Unklarer Fokus. Klingt konfus? Ist es auch, da dieser «Tatort» nie recht weiss, worauf er den Fokus legen soll: Aufs schmutzige Geschäft mit den Steroiden? […] Die Handlungsstränge greifen nicht ineinander, dem Kampf gegen die Zeit fehlt es an innerer Spannung.“

„Der Film verpasst eine seriöse Auseinandersetzung mit dem Milieu und bleibt voller überzeichneter Momente. Ein ‚Wettlauf gegen die Zeit‘ in Form eines verdurstenden Entführungsopfers, das die Ermittler über den Bildschirm beobachten, hilft da wenig.“

### Einschaltquote
Die Erstausstrahlung von Ausgezählt am 16. Juni 2019 wurde in Deutschland von 7,00 Millionen Zuschauern gesehen und erreichte einen Marktanteil von 23,4 %. In der Schweiz erreichte die Folge einen Marktanteil von 31,1 % bzw. 458 000 Zuschauer.